# كتابة على الثلج (فلم)
كتابة على الثلج هو فيلم روائي فلسطيني تونسي مصري أُنتج عام 2017. يمتد الفيلم على مدار 72 دقيقة، وهو ملوّن. كتب السيناريو رشيد مشهراوي وإبراهيم مزين، وتولى التصوير سفيان الفاني، الفيلم من إنتاج حبيب عطية، وعبد السلام أبو عسكر، ورشيد مشهراوي. قام ببطولته غسان مسعود، عمرو واكد، عرين عمري، رمزي مقدسي، ويمنى مروان. حصل الفيلم على جائزة الخنجر البرونزي لأحسن فيلم في مسابقة الأفلام الروائية الطويلة أصوات من العالم في ختام مهرجان مسقط السينمائي الدولي في دورته العاشرة.

## قصة الفيلم
تدور أحداث الفيلم حول قصة خمسة فلسطينيين يُحاصرون في شقة صغيرة خلال الحرب في قطاع غزة وبمرور الوقت، تتصاعد التوترات بينهم نتيجة للانقسامات السياسية والاجتماعية، حيث يؤدي التعصب الديني وعدم قبول الآخر إلى فشلهم في التوحد والتضامن. تضعف هذه الانقسامات من مقاومتهم للاحتلال الإسرائيلي. ويعالج الفيلم من خلال هذه الشخصيات المحاصرة قضايا إنسانية وفكرية وسياسية مختلفة.